# Cartalia
La Cartalia (anticamente anche Cartalinia; in georgiano ქართლი?, ovvero Kartli, fonetica intern. ) è una regione storica situata nella Georgia centro-orientale, attraversata dal fiume Mtkvari (Kura), dove si trova la capitale della Georgia, Tbilisi. 

## Descrizione
Nota agli autori classici come Iberia, la Cartalia giocò un ruolo cruciale nel consolidamento politico ed etnico dei georgiani nel Medioevo. Non ebbe confini rigorosamente definiti, fluttuanti in modo considerevole nel corso della storia. Dopo la divisione del Regno di Georgia nel XV secolo, la Cartalia divenne un regno separato con la sua capitale a Tbilisi. I territori storici della Cartalia sono attualmente divisi tra diverse regioni amministrative della Georgia.
I georgiani che vivono nelle regioni storiche della Cartalia sono noti come kartleli (sing., ქართლელი) e comprendono uno dei più grandi gruppi etnografici del popolo georgiano. La maggior parte di loro sono cristiani ortodossi georgiani e parlano un dialetto che è la base della moderna lingua letteraria georgiana.

## Etimologia
Il toponimo "Kartli" appare per la prima volta nei resoconti scritti nel V secolo, il martirio della santa regina Shushanik, il più antico frammento della letteratura georgiana sopravvissuta fino ad oggi. Secondo le Cronache georgiane medievali, la Cartalia deriva il suo nome da Kartlos, il mitico etnarca georgiano, che costruì una città sul Mtkvari (Kura); venne chiamata Kartli (probabilmente ai giorni nostri Armazi), un nome che venne generalizzato alla regione governata da Kartlos e dalla sua progenie. Kartlos sembra essere un'invenzione medievale, non convincente come fondatore eponimo di Kartli. I cronisti medievali rendono in modo caratteristico questo nome con il suffisso nominativo greco –ος (os), come presume Stephen Rapp della Georgia State University (Atlanta), "in modo da conferire al resoconto un senso di antichità".
Il professor Giorgi Melikishvili ha collegato il toponimo Kartli con la parola karta (ქართა), trovata nel mingrelio (una lingua sorella kartveliana del georgiano) e in alcuni dialetti georgiani occidentali e che significa "recinto per bestiame" o "luogo racchiuso". La radice kar si verifica in numerosi toponimi della Georgia e, dal punto di vista di Melikishvili, mostra similitudine semantica con il prototipo indoeuropeo; cfr. il germanico gardaz ("recinto", "giardino"), lituano gardas ("recinto", "graticcio", "recinto per bestiame"), slavo antico gradu ("giardino", anche "città"), e ittita gurtas ("fortezza"). Paralleli sono stati cercati anche con i calibi e i carduchi delle fonti classiche.

## Storia antica
La formazione di Kartli e del suo popolo, i kartveli (sing., ქართველი) vengono scarsamente documentati. Le infiltrazioni di tribù antiche, specificamente anatoliche, nel territorio dell'attuale Georgia e la loro fusione con gli autoctoni giocarono un ruolo decisivo in questo processo. Ciò potrebbe essere stato riflesso nella storia di Arian-Kartli, il luogo semi-leggendario dell'ambiente naturale georgiano aborigino trovato nella cronaca medievale Conversione di Kartli.
Nel III secolo a.C., la Cartalia e la sua capitale originaria Mtskheta (a cui successe Tbilisi nel V secolo) formavano il nucleo intorno al quale andò a svilupparsi l'antico Regno Georgiano, noto al mondo greco-romano come Iberia. Il ruolo della Cartalia come centro etnico e unità politica  costituirà la base per la successiva unificazione georgiana, incrementata inoltre dal risultato della sua cristianizzazione all'inizio del IV secolo. Situata all'incrocio di influenze bizantine ed iraniche, la Cartalia sviluppò una cultura cristiana, agevolata dal fatto che fosse la sola regione kartveliana con la sua propria lingua scritta. Con il consolidamento del governo arabo a Tbilisi nell'VIII secolo, il centro politico della Cartalia si spostò verso sud-ovest, ma i letterati georgiani di quel tempo offrivano della Cartalia un più ampio significato denotante tutte quelle terre della Georgia medievale che furono tenute dalla religione, cultura e lingua. In uno dei brani più citati della letteratura georgiana medievale, lo scrittore del IX secolo Giorgi Merchule afferma: «… e Kartli è costituita di quella terra spaziosa dove la liturgia e tutte le preghiere sono dette in lingua georgiana. Ma [soltanto] il kyrie eleison viene detto in greco, [la frase] che in georgiano significa "Signore, abbi pietà" o "Signore, si misericordioso con noi».
Dopo l'unificazione dei vari stati georgiani nel regno di Georgia all'inizio dell'XI secolo, i nomi "Kartli" e "kartveli" divennero la base dell'auto-designazione georgiana con il nome di Sakartvelo. Il circonfisso georgiano sa-X-o è una costruzione geografica standard che designa "l'area dove X dimora", dove X è un etnonimo.

## Suddivisione medievale
Nel Medioevo, la Cartalia venne ad essere tradizionalmente divisa, grosso modo lungo il corso del Mtkvari, in tre regioni principali:
- Shida Kartli (შიდა ქართლი), vale a dire, Kartli Interna, incentrata sul Mtskheta e Uplistsikhe comprendente tutta la Kartli centrale a nord e a sud del Mtkvari e a ovest del suo tributario, l'Aragvi;
- Kvemo Kartli (ქვემო ქართლი), ovvero, Kartli Inferiore, che include le terre del bacino inferiore del Mtkvari e quelle a sud di questo fiume;
- Zemo Kartli (ზემო ქართლი), ovvero, Kartli Superiore, comprendente le terre situate nel bacino superiore del Mtkvari e  a sud del fiume, a ovest di Kvemo Kartli.

La maggior parte di queste terre sono adesso parte delle regioni (mkhare) georgiane di Shida Kartli (di cui Gori è la capitale) e Kvemo Kartli (con la sua capitale a Rustavi), ma anche di Samtskhe-Javakheti (con la capitale Akhaltsikhe), e Mtskheta-Mtianeti (con la capitale Mtskheta). Una parte significativa di Zemo Kartli si trova adesso in Turchia.

## Storia successiva
Con la frammentazione del regno di Georgia nel XV secolo, i re di Georgia vennero a possedere soltanto Kartli, con la loro capitale a Tbilisi. I re della Cartalia non rinunciarono ai titoli di tutti i monarchi georgiani dei quali rivendicavano di essere i loro legittimi successori. Gli europei, in questo modo, la conobbero come "Georgia propriamente detta" e successivamente anche come Kartalinia tramite il russo Карталиния [kartalinʲɪjə].
Il regno della Cartalia sopravvisse alle incessanti battaglie con gli imperi ottomano e persiano, con i regnanti confinanti georgiani e caucasici e con i suoi sudditi nel XVIII secolo. Nel 1762, Kartli venne ad essere unificata con il vicino regno di Kakheti georgiano orientale nello stato unico di Kartli-Kakheti per essere poi annessa all'impero russo nel 1801.